# دستورالعمل پوشش

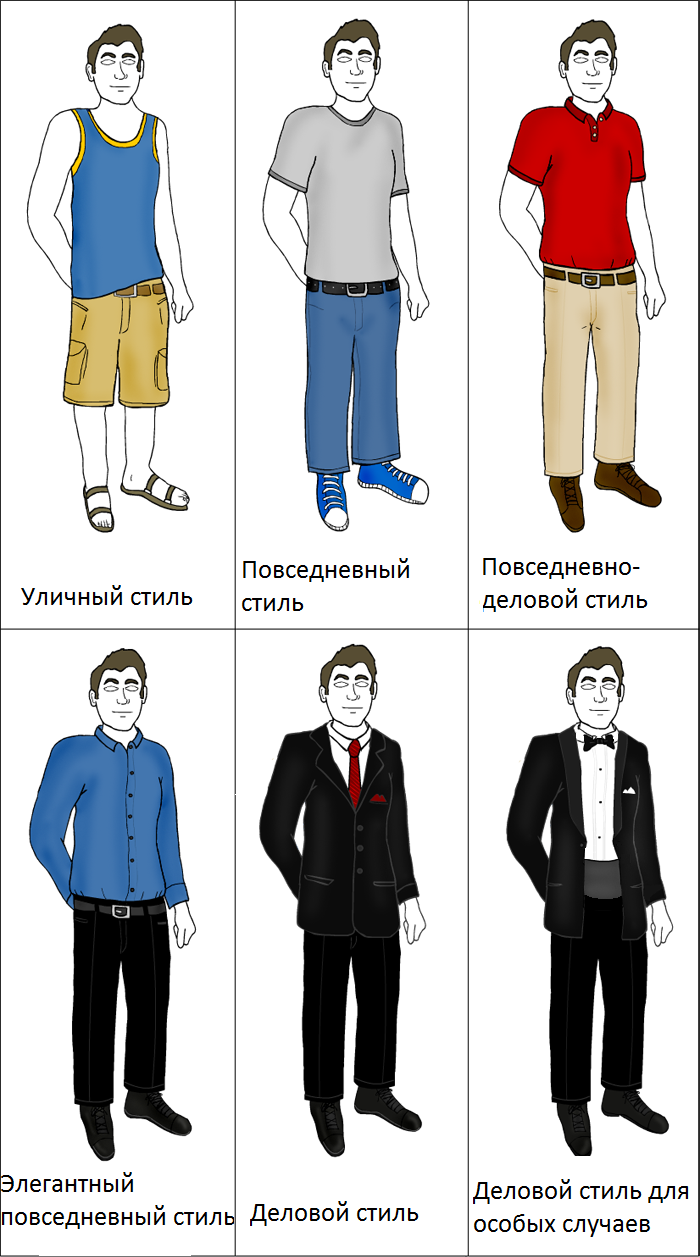
نوع پوشش

نوع پوشش یکی از مصادیق آداب معاشرت است که در هر کشوری به کار می‌رود. پس از انقلاب صنعتی و تخصصی شدن مشاغل، استفاده از قواعد پوشش در این محیط‌ها متداول شد و این قواعد پوشش و لباس‌فرم‌ها نماد یکپارچگی و یکسانی کارکنان می‌بود. استفاده از قواعد پوشش و لباس فرم و یکسان بین کارمندان و اعضای یک گروه محدود به شرکت‌های بزرگ امروزی نبوده است و از دیرباز در بین قبایل و ارتش‌ها رواج داشته است.

## انواع

### لباس کار
لباس کار به‌عنوان یکی از وسایل استحفاظی فردی بوده و کلیه کارکنان باید بالباس کار متناسب با محل کار، در سرکار حاضر شوند. ساده‌ترین شکل لباس کار در دو فرم ظاهری بلوز و شلوار یا کاپشن و شلوار (۲ تکه) یا لباس کار یکسره (یک‌تکه) از آن‌ها استفاده می‌شود. با توجه به اینکه کارگران و کارمندان به‌صورت روزانه بالباس کار در محیط کار حاضر می‌شوند، توجه به خصوصیات لباس کار توسط کارفرما اهمیت فراوانی دارد. درصورتی‌که انجام کاری ایجاب نماید که کارگر آستین لباس کار خود را مستمراً بالا بزند بایستی از لباس کار آستین‌کوتاه یا لباس کار سرآستین کشدار استفاده نماید.

## مزیت‌هایی برای استفاده از سبک پوشش و لباس فرم
- بالا بردن وفاداری کارمندان به سازمان
- تأثیر روی مشترکین و مراجعین

به همین دلیل، در واحدهای نظامی به پوشش یکسان اعضا بسیار اهمیت داده می‌شود، و هرچه لباس فرم از دید مشتریان جذاب‌تر و دوست‌داشتنی‌تر باشد احتمال میزان جذب و خرید آن‌ها بیشتر و بهتر خواهد بود. برعکس این موضوع نیز صادق می‌باشد و یک لباس فرم نازیبا یا کثیف یا نامناسب فراری دهندهٔ مشتریان است.
- تمایز کارمندان با کمک پوشش

ایجاد معیار تشخیص کارمندان، از دیگر مزایای لباس فرم است. در اینجا با کاهش سردرگمی مراجعین به میزان کارایی و بازدهی سازمان افزوده می‌شود.
- ایجاد نظم در آن مجموعه

نظم باعث شفاف بودن آن سازمان و مجموعه و در نهایت تأثیر مثبت در ذهن مراجعه‌کننده دارد
- لباس‌های کار زمانی که استاندارد باشد باعث راحتی در انجام امور می‌شود

به‌طور مثال اگر کسی مشغول به فعالیت در محیط باز به عنوان کارگر می‌باشد خب باید یک لباس آزاد و راحت مناسب وظیفه خود بپوشد و لباس این فرد با کسی که در ساختمان به کار پشت میزی مشغول هست فرق دارد.